# Kruškik
Kruškik (szerbül: Крушкик), falu Gradiška községben, Bosznia-Hercegovinában, Bosanska krajina területén, a Szerb Köztársaságban. 

## Fekvése
Bosznia-Hercegovina északi részén, Banja Lukától légvonalban 39, közúton 47 km-re északra, községközpontjától légvonalban és közúton 2 km-re délnyugatra, 92 méteres magasságban. a Gradiškától Kozarska Dubica felé vezető úton található.

## Népessége
| Nemzetiségi csoport | Népesség 1991 | Népesség 2013 |
| ------------------- | ------------- | ------------- |
| Szerb               | 732           | 1063          |
| Bosnyák             | 197           | 87            |
| Horvát              | 32            | 15            |
| Jugoszláv           | 75            | 3             |
| Egyéb               | 38            | 33            |
| Összesen            | 1074          | 1201          |

## Története
A település területe Čatrnja részeként 1878-ig tartozott az Oszmán Birodalomhoz, ekkor a berlini kongresszus határozata alapján az Osztrák-Magyar Monarchia része lett. A monarchia szétesésével 1918-ban előbb a Szerb-Horvát-Szlovén Királyság, majd 1929-től a Jugoszláv Királyság része. Jugoszlávia megszállása után a település a Független Horvát Állam (NDH) része lett. A falu 1945-től a szocialista Jugoszlávia része volt. A boszniai háború idején a település a Boszniai Szerb Köztársaság része volt. A daytoni békeszerződést követő területfelosztásnál a település Bosanska Gradiška község részeként a Szerb Köztársaság területéhez került. Ma Gradiška elővárosi települése egyre gyarapodó lakossággal.